# Primate (film)
Pour les articles homonymes, voir Primate (homonymie).
Pour plus de détails, voir Fiche technique et Distribution.
Primate est un film documentaire américain de Frederick Wiseman sorti en 1974. Il s'agit du sixième film du réalisateur sur les institutions américaines.

## Synopsis
Les chercheurs du centre de recherche sur les primates de Yerkes observent le développement physique et mental des singes, et Frederick Wiseman observe ces chercheurs. Il filme en noir et blanc la réalité des expériences, sans aucun commentaire, les dialogues des scientifiques au travail, les cris des singes, le silence dans les couloirs du centre rythme le film.

Les paroles réconfortantes d'une technicienne pour rassurer un jeune singe ne changent rien à la dureté des expériences, "généralement, les singes souffrent", reconnaît un chercheur. Progressivement, Frederick Wiseman filme des scènes de plus en plus dures. Au début, les observations portent sur le comportement des primates, puis ce sont des prises de sang et des anesthésies, l'implantation d'électrodes dans le crâne, des stimulations électriques, des opérations chirurgicales en plan serré, et une décapitation.

Les plans sont longs, et les scènes parfois difficilement soutenables. Le cinéaste rapproche ce film d'un autre documentaire qu'il a tourné 6 ans avant. « En un sens, Primate, c'est High School, car c'est de la même discipline qu'il s'agit, celle du contrôle du comportement sexuel et de l'agressivité ».

## Fiche technique
- Titre : Primate
- Réalisation et montage : Frederick Wiseman
- Directeur de la photographie : William Brayne
- Production: Zipporah Films
- Lieux du tournage: Yerkes Regional Primate Research Center, Emory University - 954 Gatewood Road, Atlanta, Géorgie, USA
- Genre : documentaire
- Durée : 105 minutes
- Date de production  États-Unis : 1974[3]